# یوریس آهلینوی
یوریس آهلینوی (انگلیسی: Joris Ahlinvi؛ زادهٔ ۱۳ ژوئیهٔ ۱۹۹۵) بازیکن فوتبال است.
از باشگاه‌هایی که در آن بازی کرده‌است می‌توان به نیومکزیکو یونایتد و باشگاه فوتبال والنسین اشاره کرد.